# 木下茂
木下 茂（きのした しげる、1950年 - ）は、日本の医学者・眼科医。主たる研究テーマは、角膜移植・屈折矯正レーザー手術・白内障手術などの新しい治療法の開発:再生医療の開発。京都府立医科大学眼科学教授。京都府立医科大学副学長。

## 略歴
- 1968年 大阪府立天王寺高等学校卒業
- 1974年 大阪大学医学部卒業
- 1974年 大阪大学医学部付属病院眼科研修医
- 1976年 財団法人住友病院眼科医員
- 1978年 大阪大学医学部眼科学教室助手
- 1979年 ハーバード大学眼科研究員
- 1982年 大阪大学医学部眼科学教室助手復職
- 1984年 大阪労災病院眼科部長
- 1988年 大阪大学眼科学教室講師
- 1992年 京都府立医科大学眼科学教室教授
- 2003年 京都府立医科大学大学院医学研究科視覚機能再生外科学教授
- 2003年 Adjunct Clinical Senior Scientist, The Schepens Eye Research Institute, USA（兼任）
- 2008年 Honory Distinguished Professor, Cardiff University, UK（兼任）
- 2009年 同志社大学生命医科学部連携教授（兼任）
- 2011年 京都府立医科大学学長補佐（総務、国際戦略、広報担当）
- 2012年 京都府立医科大学副学長（大学戦略担当）

## 受賞歴
- 1994年 第98回日本眼科学会宿題報告授賞
- 1997年 The Dohlman Lecture賞 (米国)
- 1999年 Alcon Research Institute Award（米国）
- 2002年 平成14年度日本医師会医学研究助成費授賞
- 2002年 第106回日本眼科学会宿題報告授賞
- 2004年 Daiwa-Adrian Prize 2004（英国）
- 2006年 ベルツ賞（1等賞）
- 2007年 David Easty Lecture賞（英国）
- 2007年 日本眼科学会評議員会賞
- 2008年 Castoviejo Medal (米国)
- 2009年 日本眼科学会賞
- 2010年 The 4th Claes H. Dohlman Conference Address（TFOS）
- 2010年 Meibom Medal 2010（ドイツ）
- 2011年 欧州眼科学会特別講演賞（スイス）
- 2011年 Doyne Lecturer, Oxford Ophthalmological Congress（英国）
- 2011年 Elsemay Bjorn Lecture（ﾌｨﾝﾗﾝﾄﾞ）
- 2011年 Schepens Eye Research Institute Almunus Awardee 2011

## 学会役員
- 日本眼科学会評議員（1993年 - ）
- 日本眼科学会理事（1997年 - 2001年, 2003年 - 2007年, 2009年 - ）
- 日本眼科学会常務理事（1999年 - 2001年, 2003年 - 2007年）
- 日本眼球銀行協会常務理事（1992年 - ）
- 日本眼内レンズ・屈折手術学会理事（1992年 - 1995年）
- 日本眼内レンズ・屈折手術学会常務理事（1995年 - 2007年）
- 日本眼内レンズ・屈折手術学会理事長（2005年 - 2007年）
- 日本眼内レンズ・屈折手術学会監事（2007年 - 2010年）
- 日本眼内レンズ・屈折手術学会顧問（2010年 - ）
- 日本眼科手術学会理事（1994年 - 2010年）
- 日本コンタクトレンズ学会理事（1994年 - 2009年）
- 日本コンタクトレンズ学会理事長（2010年 - ）
- 日本角膜学会評議員（1995年 - ）
- 日本角膜学会理事（1995年 - 1997年）
- 日本角膜学会理事長（1997年 - 1999年）
- 日本角膜学会監事（2001年 - ）
- 日本眼炎症学会理事（2001年 - ）
- 日本再生医療学会評議（2001年 - ）
- 日本炎症・再生医学会評議員（2001年 - ）
- 日本眼薬理学会評議員（1993年 - ）
- 先端医療振興財団評議員（2004年 - ）
- 日本抗加齢医学会理事（2007年 - ）
- 日本組織移植学会理事（2009年 - ）
- ARVO Trustee（2006年 - 2011年）

## 編集委員
- Investigative Ophthalmology and Visual Science (Associate Editor)
- Investigative Ophthalmology and Visual Science (Ececutive Board Member)
- Experimental Eye Research, Executive Board Member
- Cornea
- あたらしい眼科（編集主幹）

## 公的活動
- 文部省学術審議会専門委員（科学研究費分科会）
- 特別研究員等審査会専門委員（日本学術振興会）
- 科学研究費委員会専門委員（日本学術振興会）
- 平成20年度グローバルCOEプログラム委員会委員（日本学術振興会）
- 平成22年度グローバルCOEプログラム委員会専門委員（日本学術振興会）
- 平成20年度スーパー特区書面審査委員
- 厚生労働省医療技術参与
- 厚生科学審議会専門委員（ヒト幹細胞臨床研究に関する審査委員会委員）
- 厚生科学審議会疾病対策部会臓器移植委員会委員
- 厚生労働省特定疾患対策委員会委員
- 厚生科学審議会疾病対策部会臓器移植委員会委員
- 厚生労働省「角膜移植の基準等に関する作業班」委員
- 厚生労働省難治性疾患克服研究事業 事前評価委員会委員
- 厚生労働省難治性疾患克服研究事業 中間・事後評価委員会委員
- 先端医療センター診療開発部 眼科顧問
- 興和生命科学振興財団選考委員
- （財）日本アレルギー協会関西支部評議員
- 日本組織移植学会ガイドライン委員
- 京都発革新的医療技術研究開発助成事業に係る審査委員会委員

## 社会活動
- 京都地方裁判所専門委員
- 京都市救急救命士に関する懇話会委員
- 京都府医学振興会理事